# 萨福克唐斯站
萨福克唐斯站（英語：Suffolk Downs station）是波士顿地铁蓝线位于东波士顿区的无障碍车站。车站位于东部高地社区，服务于东部高地及现已关闭的萨福克唐斯赛马场。
20世纪初期，波士顿里维尔海滩及林恩铁路最早在此修建了美丽小岛站，后改名为萨福克唐斯站。1952年波士顿地铁蓝线延长线项目竣工并在此设立地铁站。
据2013年旅客发送量统计，萨福克唐斯站日均旅客发送量为1125人，是整个马萨诸塞湾交通局地铁系统内客流量最少的地铁站。

## 历史
1875年7月29日，波士顿里维尔及林恩铁路 (BRB&L)又称 “窄軌”铁路正式开通，列车往返与东波士顿区和马萨诸塞州林恩市，当时并没有在此设立车站。大约在1905年前后，为发展周围新建住宅区，铁路公司在此设立美丽小岛站（英語：Belle Isle）。:102车站与东部高地站仅隔600米，1970年住宅区开发失败后，车站曾关闭过一段时间。 :102 1925年及1926年，火车头喷出的火花点燃了车站部分木质结构，造成几起火灾事故。
1928年，铁路电气化改造完成，车站也改造成拥有预检票候车区的结构，与现代地铁站相类似。1935年萨福克唐斯赛马场开业， 车站重命名为萨福克唐斯站。受大萧条影响，1940年1月27日，波士顿、里维尔海滩及林恩铁路正式停运。

### 地铁化改造

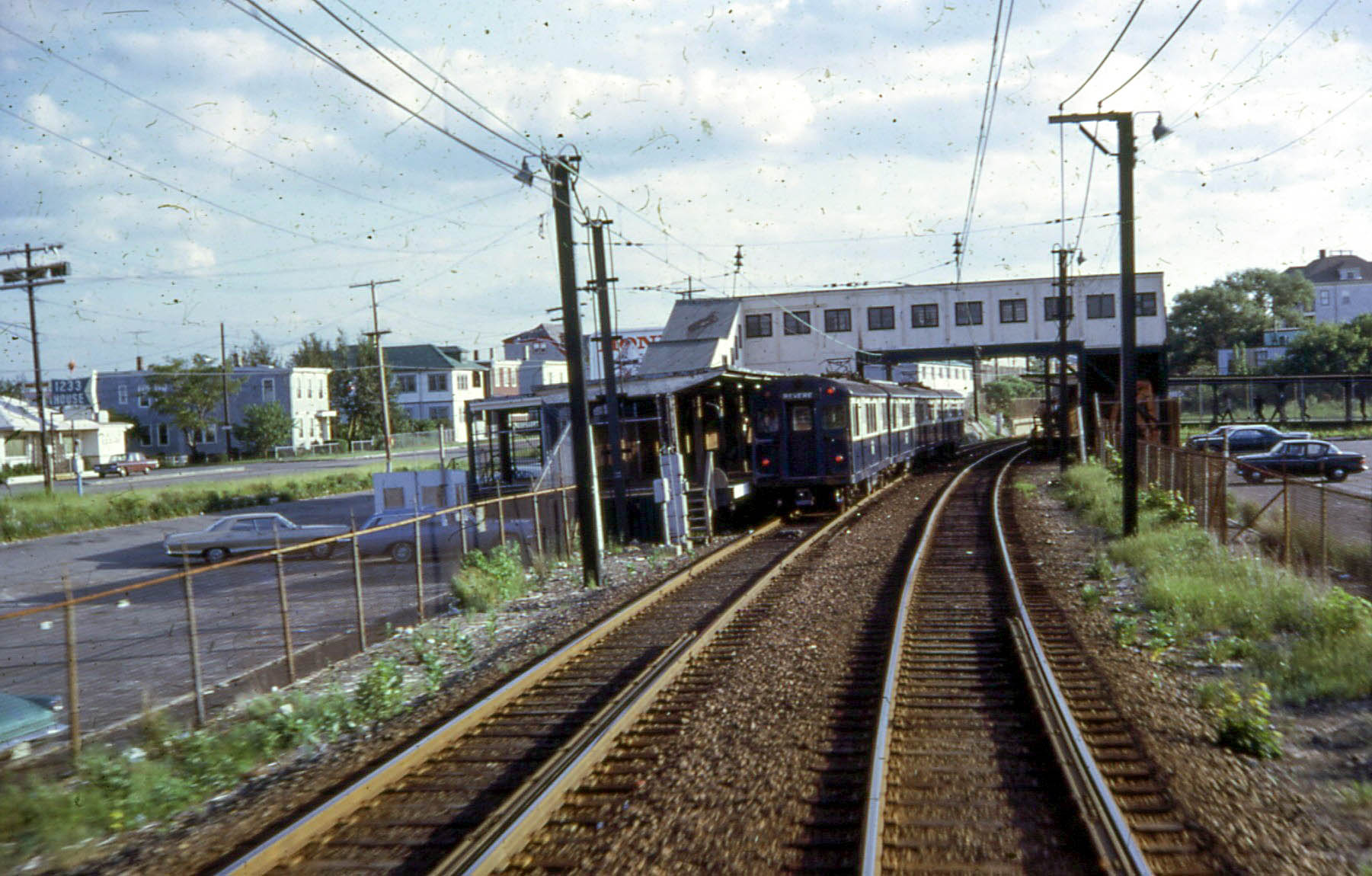
1967年的萨福克唐斯站

1941年，波士顿高架铁路公司收购部分铁路使用权，计划利用废弃铁轨开通类似阿什蒙特-马塔潘快速线的快速有轨电车服务。然而，受第二次世界大战影响，线路改造计划受阻。1926年的《运输设施改善报告》和1945年至1947年的《柯立芝委员会报告》并不建议将铁路改造成有轨电车，而是推荐将东波士顿隧道地铁延长至林恩市。
1947年，大都会交通署决定将地铁延长至林恩，1948年10月，蓝线延长线工程开工。1952年1月，东部高地站开放 ，同年4月21日，新赛马赛季的第一天，萨福克唐斯站开放。:1031954年1月19日，剩下的第二阶段施工完成，地铁蓝线延长至梦幻之地站。后期地铁延长计划由于资金短缺无法继续建设。:103

### 翻新重建

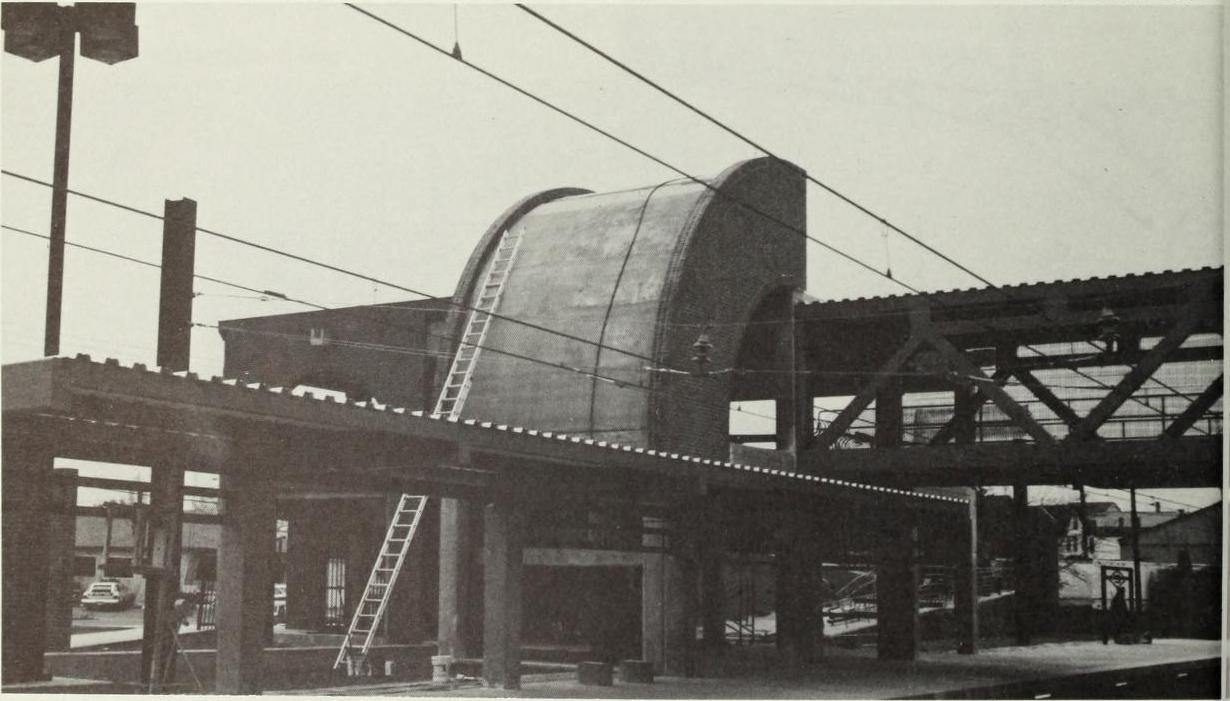
1983年新车站施工工地

1976年2月14日，车站出城方向站台在大火中焚毁，车站只有入城方向站台继续使用。因此造成的不便导致观看赛马的人数骤降。1983年，城市公共交通管理局拨款190万美元帮助车站重建。新车站为无障碍车站，并于1984年1月3日正式开放。
1994年6月25日起，车站关闭施工一年。作为地铁蓝线现代化改造项目的一部分，比奇蒙特站、萨福克唐斯站、里维尔海滩站和梦幻之地站都进行了重建。蓝线的终点站暂时改为东部高地站。四座车站重建共花费4.67亿美元。由于新的萨福克唐斯站10年前才建好，翻新工程只耗费300万美元。翻新后的车站于1995年6月24日重新开放。
萨福克唐斯站通常并没有任何换乘公交。2013年东部高地站关闭期间，部分公交线改道至此车站换乘。

## 车站结构
| 1F | 天桥               | 过道                    |
| G  | -                  | 售票大厅、检票口        |
| G  | 侧式站台，右侧开门 |                         |
| G  | 入城               | 往保丁 （东部高地）     |
| G  | 出城               | 往梦幻之地 （比奇蒙特） |
| G  | 侧式站台，右侧开门 |                         |